# Samsung Galaxy S7

Samsung Galaxy S7 logotyp.

Samsung Galaxy S7 och Samsung Galaxy S7 Edge är smarttelefoner i Samsung Galaxy-serien och uppföljarna till  Samsung Galaxy S6, Samsung Galaxy S6 Edge, och Samsung Galaxy S6 Edge+. De släpptes i Sverige den 11 mars 2016.
Mobilerna innebar en tillbakagång i kameraupplösning. S6:orna har en 16 megapixel-kamera men med S7:orna gick man ner till 12 megapixel. Smarttelefonerna väger antingen 152 eller 157 g beroende på om det är S7 eller S7 Edge. De har ett inbyggt minne på 32, 64 eller 124 GB och plats för MicroSD-kort. De såldes i 100 000 exemplar under 2 dagar efter att de släpptes i Sydkorea.